# Mr. Tambourine Man
Mr. Tambourine Man ist ein Folksong von Bob Dylan, den er erstmals im Januar 1965 auf seinem Album Bringing It All Back Home veröffentlicht hat. Das Lied befindet sich mit drei weiteren Folksongs auf Seite 2 des Albums. Dylan hatte ursprünglich versucht, das Stück für sein Vorgängeralbum Another Side of Bob Dylan aufzunehmen. Eine erste Demoversion war in den Bootleg Series erschienen, ebenfalls bei Columbia Records.
Kurz nach Dylans Erstveröffentlichung coverten The Byrds Mr. Tambourine Man und mischten erfolgreich Folkmusik mit Rockmusik, wodurch sie zu Pionieren des Folk-Rock wurden. Die Byrds landeten damit einen Nummer-eins-Hit in den USA und in Großbritannien; ihr nach dem Stück benanntes Debütalbum Mr. Tambourine Man war gleichfalls ein großer Erfolg.

## Entstehung und Aufbau
Formal betrachtet ist Dylans Originalkomposition ein Folksong mit Refrain und vier Strophen. Er schrieb ihn im Frühjahr 1964; zeitgleich soll Chimes of Freedom entstanden sein. Dylan versuchte am 9. Juni 1964 erstmals, Mr. Tambourine Man aufzunehmen. Produzent war Tom Wilson, und Ramblin’ Jack Elliott war mit Dylan auf der Aufnahme zu hören. Man entschloss sich jedoch dazu, den Song nicht auf Another Side of Bob Dylan zu veröffentlichen.
Sechs Monate später arbeitete Dylan an seinem nächsten Album, Bringing It All Back Home, mit dem er sich von der Folkmusik-Protestszene der 1960er Jahre entfernte. Am 15. Januar 1965 nahm er in einer Session mit Produzent Tom Wilson und Gitarrist Bruce Langhorne die akustischen Stücke des Albums auf: Mr. Tambourine Man, Gates of Eden, It’s all Right Ma (I’m Only Bleeding) und It’s All Over Now, Baby Blue. Für das erste Stück benötigte Dylan sechs Anläufe. Das Album erschien am 22. März 1965.

## Der Text
Generationen von Musikkritikern, Fans und Musikern haben sich mit der Deutung des Textes beschäftigt. Die Entstehung fiel in eine Zeit, in der Dylan immer mehr surrealistische Elemente in seine Texte einfließen ließ. Von vielen wurde die – vermutlich gewollte – Zweideutigkeit des Textes gefeiert.
Die gängigste Interpretation bringt Mr. Tambourine Man mit dem Konsum von Drogen wie LSD oder Marihuana in Verbindung. Der besungene 'Tambourine Man' wird darum gebeten, seine Kunden das Heute bis morgen vergessen zu lassen; es ist von Trips auf magischen Schiffen die Rede und von „Rauchwolken des Verstandes“.
Andere Interpretationen machen aus dem lyrischen Ich einen Künstler, der seine Muse ansingt oder der nach Transzendenz sucht. Auch religiöse Interpretationen haben sich über die Jahre angesammelt.
Für viele gilt als belegt, dass Dylan sich beim Schreiben des Textes von Arthur Rimbaud und von Federico Fellinis Film La Strada inspirieren ließ.

## Version der Byrds
Bereits am 12. April 1965, also nur drei Wochen nach Erscheinen der Originalversion, brachten die Byrds, ebenfalls bei Columbia Records, ihre Coverversion des Songs heraus; es war ihre Debütsingle. Zu dieser Zeit hatte sich Bob Dylan bereits als großer Songschreiber etabliert und viele Interpreten feierten Erfolge, indem sie seine Stücke im Studio aufnahmen und/oder bei Konzerten spielten.
Die Version der Byrds unterschied sich stark von Dylans Original. Sie spielten das Lied elektrisch verstärkt und übernahmen nur eine der vier Strophen. Zudem spielten sie das Lied etwas schneller und brachten damit mehr Rhythmus in den Song.
Die Version der Byrds landete 2005 auf der Liste der 500 besten Songs aller Zeiten des Musikmagazins Rolling Stone auf Platz 79. Dylans Original schaffte es auf Platz 106. Mr. Tambourine Man ist neben Walk This Way und Blue Suede Shoes eines von nur drei Stücken, die es in zwei verschiedenen Versionen in diese Liste geschafft haben.

## Coverversionen
Auch die österreichische Band S.T.S. veröffentlichte 1981 auf ihrem Debütalbum Gegenlicht eine Coverversion im steirischen Dialekt mit dem Titel He, alter Liedersänger.
Der britische Singer-Songwriter Wesley Stace veröffentlichte im Herbst 2016 die Umdichtung Mr. Tangerine Man in Anspielung auf Donald Trump und trug damit zum Musikprojekt 30 Days, 30 Songs bei.